# 北海学园北见短期大学
北海学园北见短期大学（日语：／ Hokkai Gakuen Kitami Tankidaigaku *），简称北见短大，是过去一所位于日本北海道北见市的私立短期大学。

## 概要

### 简介
- 源流成立于1885年[1]。短期大学为于1984年开办[1]、由学校法人北海学园经营。招生到于2002年[2]、停办于2004年。为男女同校从1991年。

### 历史
- 1984年 北海学园北见女子短期大学成立并同时设置一个学科即经营学科[1]。
- 1991年 改校名为北海学园北见短期大学[1]、开始招収男学生。
- 2002年 招生最后、次年停止招生（正式停办于2004年9月30日[2]）。

## 学校环境
- 校区：在北海道北见市[注 1]

## 历任校长
- 高仓新一郎：第一代短期大学校长[3]。

## 组织

### 学科
- 经营学科

### 专科
| - 没有 |

### 业余课程
| - 没有 |

## 相关链接
- 日本短期大学列表
- 北海学园大学短期大学部：已停办